# Gran Premio motociclistico d'Italia 2005
Il Gran Premio motociclistico d'Italia 2005 è stato il quinto Gran Premio della stagione 2005 del motomondiale e ha visto vincere: la Yamaha di Valentino Rossi in MotoGP, Daniel Pedrosa nella classe 250 e Gábor Talmácsi nella classe 125.
Per il pilota ungherese Talmácsi si è trattato della prima vittoria nel motomondiale.

## MotoGP

### Arrivati al traguardo
| Pos. | Nº | Pilota           | Squadra              | Motocicletta       | Giri | Tempo     | Griglia | Punti |
| ---- | -- | ---------------- | -------------------- | ------------------ | ---- | --------- | ------- | ----- |
| 1º   | 46 | Valentino Rossi  | Gauloises Yamaha     | Yamaha YZR-M1      | 23   | 42:42.994 | 1       | 25    |
| 2º   | 3  | Max Biaggi       | Repsol Honda         | Honda RC211V       | 23   | +0.359    | 3       | 20    |
| 3º   | 65 | Loris Capirossi  | Ducati Marlboro      | Ducati Desmosedici | 23   | +3.874    | 6       | 16    |
| 4º   | 33 | Marco Melandri   | Movistar Honda       | Honda RC211V       | 23   | +3.979    | 7       | 13    |
| 5º   | 7  | Carlos Checa     | Ducati Marlboro      | Ducati Desmosedici | 23   | +7.898    | 8       | 11    |
| 6º   | 69 | Nicky Hayden     | Repsol Honda         | Honda RC211V       | 23   | +8.204    | 4       | 10    |
| 7º   | 4  | Alex Barros      | Camel Honda          | Honda RC211V       | 23   | +11.572   | 13      | 9     |
| 8º   | 6  | Makoto Tamada    | Konica Minolta Honda | Honda RC211V       | 23   | +25.394   | 10      | 8     |
| 9º   | 5  | Colin Edwards    | Gauloises Yamaha     | Yamaha YZR-M1      | 23   | +25.485   | 12      | 7     |
| 10º  | 56 | Shin'ya Nakano   | Kawasaki Racing      | Kawasaki ZX-RR     | 23   | +36.549   | 9       | 6     |
| 11º  | 21 | John Hopkins     | Suzuki MotoGP        | Suzuki GSV-R       | 23   | +41.637   | 5       | 5     |
| 12º  | 66 | Alex Hofmann     | Kawasaki Racing      | Kawasaki ZX-RR     | 23   | +43.659   | 14      | 4     |
| 13º  | 12 | Troy Bayliss     | Camel Honda          | Honda RC211V       | 23   | +43.916   | 17      | 3     |
| 14º  | 11 | Rubén Xaus       | Fortuna Yamaha       | Yamaha YZR-M1      | 23   | +51.575   | 15      | 2     |
| 15º  | 10 | Kenny Roberts Jr | Suzuki MotoGP        | Suzuki GSV-R       | 23   | +1:10.275 | 11      | 1     |
| 16º  | 67 | Shane Byrne      | Team Roberts         | Proton KR5         | 23   | +1:12.582 | 18      |       |
| 17º  | 44 | Roberto Rolfo    | D’Antin Pramac       | Ducati Desmosedici | 23   | +1:13.047 | 19      |       |
| 18º  | 27 | Franco Battaini  | Blata WCM            | Blata              | 22   | +1 giro   | 21      |       |
| 19º  | 94 | David Checa      | Fortuna Yamaha       | Yamaha YZR-M1      | 22   | +1 giro   | 16      |       |

### Ritirati

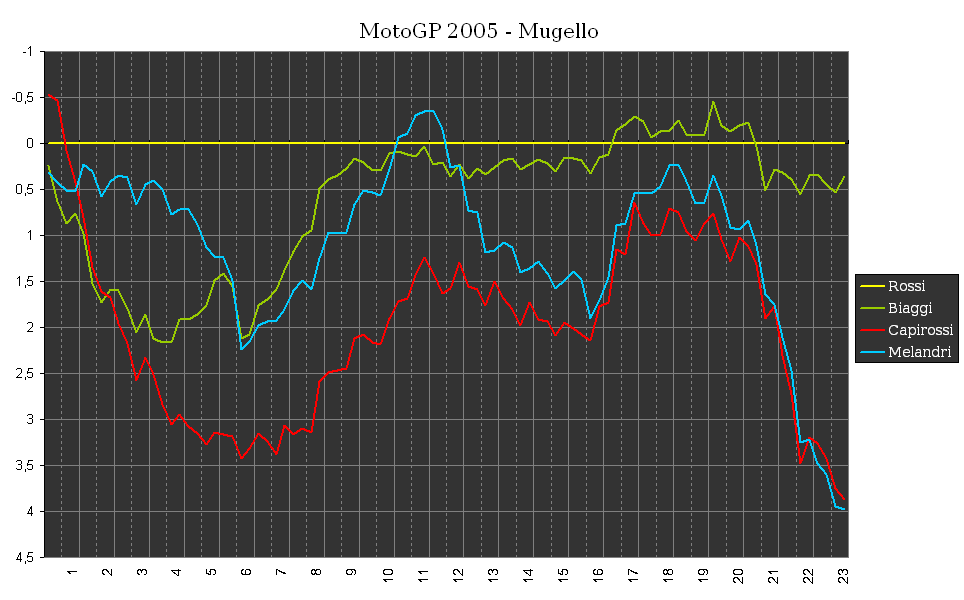
Gran Premio d'Italia, 2005. Quattro italiani davanti a tutti.
Si nota quanto Biaggi perdesse su Rossi al T1 ma soprattutto al T2, ad esclusione dei giri 7-9 durante i quali rimonta lo svantaggio e lo raggiunge. Si può ritrovare il momento in cui, alla staccata sul rettilineo finale dopo il 10º giro, Melandri passa Rossi e Biaggi. In fondo a destra, si ritrova il sorpasso di Capirossi su Melandri alla fine del penultimo giro.

| Nº | Pilota        | Squadra        | Motocicletta | Giri | Griglia |
| -- | ------------- | -------------- | ------------ | ---- | ------- |
| 15 | Sete Gibernau | Movistar Honda | Honda RC211V | 5    | 2       |
| 77 | James Ellison | Blata WCM      | Blata        | 0    | 20      |

## Classe 250

### Arrivati al traguardo
| Pos. | Nº | Pilota           | Squadra                     | Motocicletta | Giri | Tempo     | Griglia | Punti |
| ---- | -- | ---------------- | --------------------------- | ------------ | ---- | --------- | ------- | ----- |
| 1º   | 1  | Daniel Pedrosa   | Telefonica Movistar Honda   | Honda        | 21   | 40:31.909 | 7       | 25    |
| 2º   | 48 | Jorge Lorenzo    | Fortuna Honda               | Honda        | 21   | +1.186    | 1       | 20    |
| 3º   | 5  | Alex De Angelis  | MS Aprilia Italia Corse     | Aprilia      | 21   | +1.557    | 5       | 16    |
| 4º   | 27 | Casey Stoner     | Carrera Sunglasses - LCR    | Aprilia      | 21   | +1.590    | 2       | 13    |
| 5º   | 19 | Sebastián Porto  | Aprilia Aspar               | Aprilia      | 21   | +6.106    | 6       | 11    |
| 6º   | 80 | Héctor Barberá   | Fortuna Honda               | Honda        | 21   | +8.291    | 8       | 10    |
| 7º   | 73 | Hiroshi Aoyama   | Telefonica Movistar Honda   | Honda        | 21   | +11.801   | 9       | 9     |
| 8º   | 34 | Andrea Dovizioso | Team Scot                   | Honda        | 21   | +11.869   | 3       | 8     |
| 9º   | 24 | Simone Corsi     | MS Aprilia Italia Corse     | Aprilia      | 21   | +21.975   | 12      | 7     |
| 10º  | 57 | Chaz Davies      | Aprilia Germany             | Aprilia      | 21   | +42.381   | 17      | 6     |
| 11º  | 8  | Andrea Ballerini | Abruzzo Racing              | Aprilia      | 21   | +42.499   | 10      | 5     |
| 12º  | 32 | Mirko Giansanti  | Matteoni Racing             | Aprilia      | 21   | +43.082   | 18      | 4     |
| 13º  | 64 | Radomil Rous     | Wurth Honda BQR             | Honda        | 21   | +1:06.264 | 23      | 3     |
| 14º  | 38 | Grégory Leblanc  | Equipe GP de France - Scrab | Aprilia      | 21   | +1:16.905 | 20      | 2     |
| 15º  | 9  | Hugo Marchand    | Campetella Racing           | Aprilia      | 21   | +1:28.269 | 19      | 1     |
| 16º  | 41 | Álvaro Molina    | Andalucia Mas Racing        | Aprilia      | 21   | +1:31.411 | 28      |       |
| 17º  | 36 | Martín Cárdenas  | Aprilia Germany             | Aprilia      | 21   | +1:35.652 | 30      |       |
| 18º  | 71 | Jarno Ronzoni    | Nocable.it Race             | Aprilia      | 21   | +1:39.461 | 22      |       |

### Ritirati
| Nº | Pilota            | Squadra                     | Motocicletta | Giri | Griglia |
| -- | ----------------- | --------------------------- | ------------ | ---- | ------- |
| 55 | Yūki Takahashi    | Team Scot                   | Honda        | 16   | 13      |
| 12 | Gábor Rizmayer    | Yamaha Kurz                 | Yamaha       | 16   | 27      |
| 42 | Yves Polzer       | Sebring Mas Racing          | Aprilia      | 13   | 24      |
| 50 | Sylvain Guintoli  | Equipe GP de France - Scrab | Aprilia      | 11   | 14      |
| 96 | Jakub Smrž        | Arie Molenaar Racing        | Honda        | 11   | 11      |
| 18 | Frederik Watz     | Yamaha Kurz                 | Yamaha       | 9    | 29      |
| 25 | Alex Baldolini    | Campetella Racing           | Aprilia      | 6    | 15      |
| 7  | Randy de Puniet   | Aprilia Aspar               | Aprilia      | 5    | 4       |
| 6  | Alex Debón        | Wurth Honda BQR             | Honda        | 3    | 26      |
| 15 | Roberto Locatelli | Carrera Sunglasses - LCR    | Aprilia      | 1    | 16      |
| 21 | Arnaud Vincent    | Scuderia Fantic Motor GP    | Fantic       | 0    | 25      |
| 28 | Dirk Heidolf      | Kiefer-Bos-Castrol Honda    | Honda        | 0    | 21      |

### Non qualificato
| Nº | Pilota         | Squadra                  | Motocicletta |
| -- | -------------- | ------------------------ | ------------ |
| 20 | Gabriele Ferro | Scuderia Fantic Motor GP | Fantic       |

## Classe 125

### Arrivati al traguardo
| Pos. | Nº | Pilota             | Squadra                       | Motocicletta | Giri | Tempo     | Griglia | Punti |
| ---- | -- | ------------------ | ----------------------------- | ------------ | ---- | --------- | ------- | ----- |
| 1º   | 14 | Gábor Talmácsi     | Red Bull KTM                  | KTM          | 20   | 40:12.658 | 2       | 25    |
| 2º   | 12 | Thomas Lüthi       | Elit Grand Prix               | Honda        | 20   | +0.060    | 6       | 20    |
| 3º   | 6  | Joan Olivé         | Nocable.it Race               | Aprilia      | 20   | +14.713   | 13      | 16    |
| 4º   | 75 | Mattia Pasini      | Totti Top Sport - NGS         | Aprilia      | 20   | +14.725   | 4       | 13    |
| 5º   | 71 | Tomoyoshi Koyama   | Ajo Motorsport                | Honda        | 20   | +15.079   | 20      | 11    |
| 6º   | 54 | Manuel Poggiali    | Metis Racing                  | Gilera       | 20   | +18.040   | 17      | 10    |
| 7º   | 60 | Julián Simón       | Red Bull KTM                  | KTM          | 20   | +18.200   | 8       | 9     |
| 8º   | 32 | Fabrizio Lai       | Kopron Racing World           | Honda        | 20   | +18.683   | 9       | 8     |
| 9º   | 9  | Toshihisa Kuzuhara | Angaia Racing                 | Honda        | 20   | +20.133   | 14      | 7     |
| 10º  | 7  | Alexis Masbou      | Ajo Motorsport                | Honda        | 20   | +20.311   | 22      | 6     |
| 11º  | 61 | Michele Conti      | Kuja Racing                   | Honda        | 20   | +28.626   | 7       | 5     |
| 12º  | 19 | Álvaro Bautista    | Seedorf RC3 - Tiempo Holidays | Honda        | 20   | +31.791   | 30      | 4     |
| 13º  | 43 | Manuel Hernández   | Totti Top Sport - NGS         | Aprilia      | 20   | +31.817   | 29      | 3     |
| 14º  | 8  | Lorenzo Zanetti    | Skilled I.S.P.A. Racing       | Aprilia      | 20   | +34.742   | 16      | 2     |
| 15º  | 35 | Raffaele De Rosa   | Matteoni Racing               | Aprilia      | 20   | +34.762   | 21      | 1     |
| 16º  | 29 | Andrea Iannone     | Abruzzo Racing                | Aprilia      | 20   | +45.303   | 31      |       |
| 17º  | 41 | Aleix Espargaró    | Seedorf RC3 - Tiempo Holidays | Honda        | 20   | +45.410   | 23      |       |
| 18º  | 25 | Dario Giuseppetti  | Semprucci Cardion Blauer      | Aprilia      | 20   | +48.459   | 36      |       |
| 19º  | 15 | Michele Pirro      | Malaguti Reparto Corse        | Malaguti     | 20   | +48.610   | 18      |       |
| 20º  | 42 | Gioele Pellino     | Malaguti Reparto Corse        | Malaguti     | 20   | +48.615   | 26      |       |
| 21º  | 18 | Nicolás Terol      | Caja Madrid - Derbi Racing    | Derbi        | 20   | +49.412   | 35      |       |
| 22º  | 22 | Pablo Nieto        | Caja Madrid - Derbi Racing    | Derbi        | 20   | +49.460   | 28      |       |
| 23º  | 28 | Jordi Carchano     | MVA Aspar                     | Aprilia      | 20   | +53.125   | 34      |       |
| 24º  | 91 | Lorenzo Baroni     | RCGM Team FMI                 | Aprilia      | 20   | +1:02.887 | 19      |       |
| 25º  | 45 | Imre Tóth          | Road Racing Team Hungary      | Aprilia      | 20   | +1:05.235 | 33      |       |
| 26º  | 16 | Raymond Schouten   | Arie Molenaar Racing          | Honda        | 20   | +1:05.289 | 32      |       |
| 27º  | 44 | Karel Abraham      | Semprucci Cardion Blauer      | Aprilia      | 20   | +1:05.307 | 37      |       |
| 28º  | 26 | Vincent Braillard  | Road Racing Team Hungary      | Aprilia      | 20   | +1:07.881 | 41      |       |
| 29º  | 92 | Luca Verdini       | RCGM Team FMI                 | Aprilia      | 20   | +1:38.237 | 38      |       |

### Ritirati
| Nº | Pilota           | Squadra                  | Motocicletta | Giri | Griglia |
| -- | ---------------- | ------------------------ | ------------ | ---- | ------- |
| 36 | Mika Kallio      | Red Bull KTM             | KTM          | 19   | 1       |
| 55 | Héctor Faubel    | Master Aspar             | Aprilia      | 19   | 3       |
| 33 | Sergio Gadea     | Master Aspar             | Aprilia      | 19   | 15      |
| 63 | Mike Di Meglio   | Kopron Racing World      | Honda        | 17   | 11      |
| 10 | Federico Sandi   | Angaia Racing            | Honda        | 14   | 40      |
| 58 | Marco Simoncelli | Nocable.it Race          | Aprilia      | 11   | 5       |
| 11 | Sandro Cortese   | Kiefer-Bos-Castrol Honda | Honda        | 10   | 27      |
| 47 | Ángel Rodríguez  | LG Mobile Galicia        | Honda        | 9    | 12      |
| 93 | Nico Vivarelli   | Racing Service           | Honda        | 8    | 24      |
| 52 | Lukáš Pešek      | Metis Racing             | Derbi        | 7    | 10      |

### Non partiti
| Nº | Pilota          | Squadra        | Motocicletta | Griglia |
| -- | --------------- | -------------- | ------------ | ------- |
| 84 | Julián Miralles | MVA Aspar      | Aprilia      | 25      |
| 62 | Simone Grotzkyj | Abruzzo Junior | Aprilia      | 39      |